# Teorema de Brunn-Minkowski
En matemáticas, el teorema de Brunn-Minkowski (o desigualdad de Brunn-Minkowski) es una desigualdad que relaciona los volúmenes (o más generalmente medidas de Lebesgue) de subconjuntos compactos del espacio euclidiano. La versión original del teorema de Brunn-Minkowski (Hermann Brunn 1887; Hermann Minkowski 1896) se aplicó a conjuntos convexos; la generalización a conjuntos compactos no convexos que se indica aquí se debe a Lazar Lyusternik (1935). 

## Enunciado
Sea n ≥ 1 y sea μ la medida de Lebesgue en Rn. Sean A y B dos subconjuntos compactos no vacíos de Rn. Entonces se cumple la siguiente desigualdad: 
{\displaystyle [\mu (A+B)]^{1/n}\geq [\mu (A)]^{1/n}+[\mu (B)]^{1/n},}
donde A + B denota la suma de Minkowski: 
{\displaystyle A+B:=\{\,a+b\in \mathbb {R} ^{n}\mid a\in A,\ b\in B\,\}.}

## Observaciones
La demostración del teorema de Brunn-Minkowski establece que la función 
{\displaystyle A\mapsto [\mu (A)]^{1/n}}
es cóncavo en el sentido de que, para cada par de subconjuntos compactos no vacíos A y B de R n y cada 0 ≤ t ≤ 1, 
{\displaystyle \left[\mu (tA+(1-t)B)\right]^{1/n}\geq t[\mu (A)]^{1/n}+(1-t)[\mu (B)]^{1/n}.}
Para los conjuntos convexos A y B de medida positiva, la desigualdad en el teorema es estricta para 0 < t <1 a menos que A y B sean homotéticos positivos, es decir, sean iguales hasta la traslación y dilatación por un factor positivo. 